# اقتصاد موريشيوس
اقتصاد موريشيوس يشير إلى اقتصاد جزيرة موريشيوس. اقتصاد موريشيوس هو اقتصاد مختلط يعتمد على الزراعة والخدمات المالية، والسياحة. منذ الثمانينيات، سعت الحكومة إلى تنويع اقتصاد البلاد. فيما يتعلق بالطاقة، فإن ما تتمتع به موريشيوس من موارد الطاقة البديلة يجعلها واحدة من المستفدين المحتملين من التحول العالمي إلى الطاقة المتجددة، وقد احتلت البلاد المرتبة 8 من بين 156 دولة في مؤشر المكاسب والخسائر الجيوسياسية بعد انتقال الطاقة (مؤشر GeGaLo).

## نظرة عامة

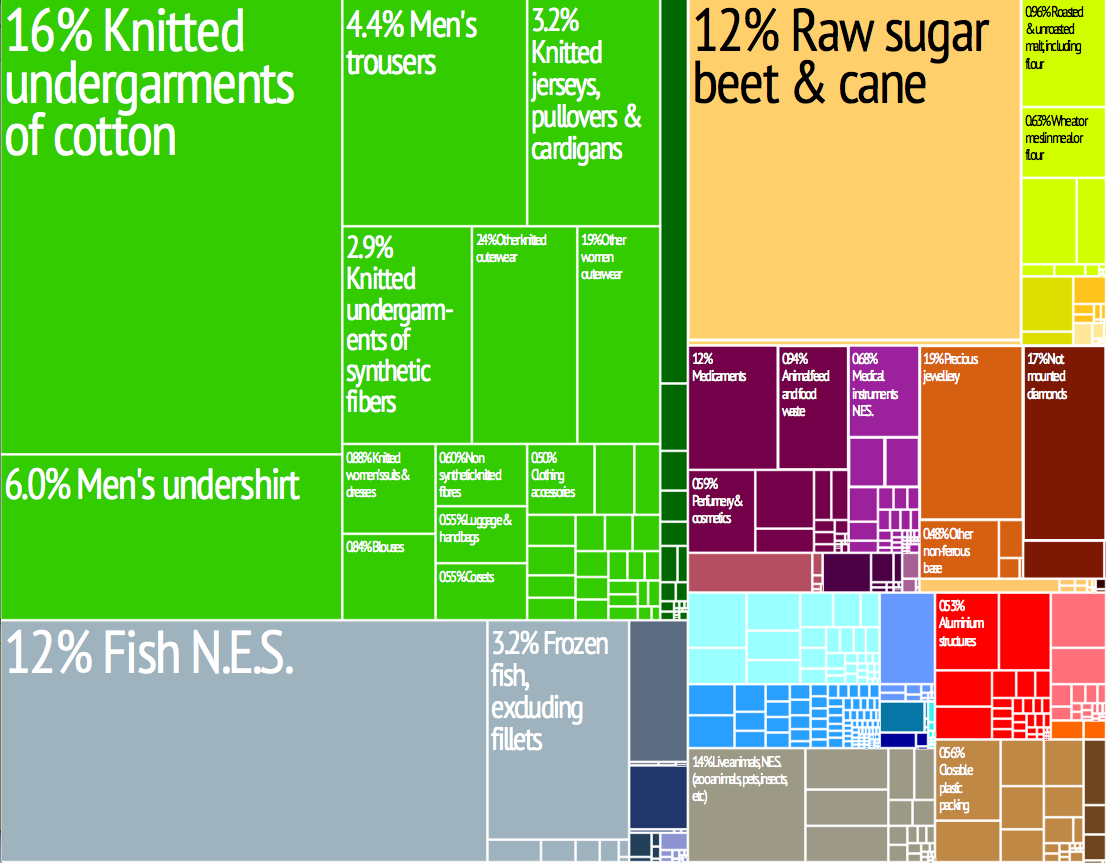
تمثيل نسبي لصادرات موريشيوس

منذ الاستقلال في عام 1968، تطور اقتصاد موريشيوس من اقتصاد منخفض الدخل قائم على الزراعة إلى اقتصاد متنوع عالي الدخل مع نمو قطاعات الصناعة والمالية وتكنولوجي المعلومات والاتصالات والسياحة. وبالنسبة لمعظم تلك الفترة كان النمو 4٪ تقريبًا. هو ما يزيد عن معدل نمو أفريقيا جنوب الصحراء، حيث بين عامي 1977 و 2008 ، بلغ متوسط النمو 4.6٪ مقارنة بمتوسط 2.9٪ في أفريقيا جنوب الصحراء. وقل المعامل الجيني من 45.7 إلى 38.9 بين عامي 1980 و 2006. وقد انعكس هذا الإنجاز في زيادة متوسط العمر المتوقع، وخفض معدل وفيات الرضع، وتحسن كبير في البنية التحتية. يزرع قصب السكر في حوالي 90٪ من مساحة الأرض المزروعة ويمثل 25٪ من عائدات التصدير.
بفضل البنية التحتية التجارية المتطورة، تعد موريشيوس واحدة من أكثر الديمقراطيات نجاحًا في العالم النامي. أظهر الاقتصاد درجة كبيرة من المرونة. أدى وجود قانون الاستثمار والنظام القانوني الشفاف إلى جعل مناخ الاستثمار الأجنبي في موريشيوس أحد أفضلها في المنطقة. ويتنوع الاقتصاد بشكل متزايد، مع وجود نشاط كبير للقطاع الخاص في قطاعات السكر والسياحة ومناطق المعالجة الاقتصادية والخدمات المالية. أصبحت الزراعة والصناعة قليلة أهمية للاقتصاد بينما مثلت الخدمات وخاصة السياحة، أكثر من 72 في المائة من الناتج المحلي الإجمالي.
حصلت موريشيوس على المركز 57 في مؤشر الابتكار العالمي لعام 2023، وتقدّمت للمركز 55 في مؤشر عام 2024، وهو المركز الأول في إفريقيا.

## سياسات النجاح
أشارت التقارير الأخيرة عن إلى أن التقدم  الاقتصادي يرجع إلى التقدم في تحقيق الأهداف الإنمائية للألفية من قبل معهد التنمية الخارجية  وهي:
1. التحرير والتنويع
2. إستراتيجية منسقة لبناء الأمة
3. مؤسسات قوية وشاملة
4. المستويات العالية من الاستثمار العام